# Лизунець

Сіль — лизунець у брикетах

Лизунець (сіль-лизунець, кормова сіль, соляний блок) — кормова кам'яна сіль, що містить набір мінеральних солей, які покращують процеси життєдіяльності. Призначена для годівлі у тваринництві, зокрема, відгодівлі сільськогосподарських тварин, птахів і звірів.
Випускається пресованими брикетами чи великими шматками.
У світі дуже мало досліджень, у яких представлено порівняння вживання солі тваринами у вигляді блоків та/або у розсипному вигляді. Одне з найбільш ґрунтовних досліджень у цьому напрямі здійснене трьома науковцями кафедри тваринництва Університету Корнелла, Ітака, Нью-Йорк (С. Смітт, Ф. Ленгеманн, Дж. Рейд).
Науковці за допомогою експериментальної процедури порівнювали споживання солі молочними коровами протягом трьох років.
Для експерименту були відібрані корови трьох різних порід, які випасалися на різних територіях.
Споживання солі фіксувалося щотижня. За результатами досліджень було опубліковано висновки: корови, яким пропонували розсипну сіль разом із кормом, залежно від виду пасовища споживали у 5-10 разів більше розсипної солі ніж ті, яким давали сіль у блоках. Крім того, корови, які споживали сіль у вигляді блоків, отримали достатню кількість солі у межах потреб споживання, а аналіз записів виробництва молока не показав відмінностей у рівнях виробництва двох груп.
За результатами експерименту науковці зробили висновки, що споживання солі коровами з соляних блоків цілком задовольняє як дієтичні потреби тварин, так і потреби лактації.
⠀Натомість спожита в надлишку розсипна сіль порівняно з брикетною була зайвою та економічно не обґрунтованою.
⠀Таке дослідження доводить, що інстинктивне споживання солі з соляних блоків забезпечує економічність у тваринництві.
В експерименті відсутні висновки чи дослідження стану здоров’я корів, проте загальновідомо, що надмірна сіль в організмі тварини з часом негативно впливає на її кровоносну, лімфатичну, нервову та травну системи, опорно-руховий апарат тощо.
⠀Саме тому лизальні блоки мають значну перевагу перед розсипною сіллю.
У фермерських господарствах та для диких тварин також застосовують соляно-мінеральні блоки, які виготовляються з солі здобавлянням мікро та макроелементів необхідних для здоров'я тварин.